# پرچم‌بالگان
پرچم‌بالگان (نام علمی: Aulopidae) نام یک تیره از راسته لوله‌سانان است.